# رايموند سميث
رايموند سميث (3 أغسطس 1935 - 12 ديسمبر 2001 في سانت لوسيا)  (بالإنجليزية: Raymond Smith)‏ هو لاعب كريكت بريطاني.